# 前江关帝庙
前江关帝庙，位于中国广东省汕头市南澳县后宅镇前浦埕村，为南澳县的一个县级文物保护单位，类型为古建筑，公布时间为1992年8月15日。
前江关帝庙的历史年代为清代。